# Treffort
Treffort är en kommun i departementet Isère i regionen Auvergne-Rhône-Alpes i sydöstra Frankrike. Kommunen ligger i kantonen Monestier-de-Clermont som tillhör arrondissementet Grenoble. År 2022 hade Treffort 258 invånare.

## Befolkningsutveckling
Antalet invånare i kommunen Treffort
Referens:INSEE